# 셀린 송
셀린 송(Celine Song, 1988년 ~ )은 한국계 캐나다인 감독, 각본가로, 미국을 중심으로 활동하고 있다. 영화 감독 송능한의 딸이다. 2023년 영화 《패스트 라이브즈》를 통해 영화 감독으로 데뷔했다.

## 참여 작품

### 영화
- 패스트 라이브즈 (각본, 감독)
- 머티리얼리스트 (각본, 감독)

### 텔레비전
- 시간의 수레바퀴 (각본)